# Temple d'Àrtemis Leucofrienen
El Temple d'Àrtemis Leucofrienen fou un antic temple grec dedicat a Àrtemis Leucofrienen, a la ciutat de Magnèsia del Meandre, a Anatòlia, a Turquia. Era el principal lloc de culte de la ciutat.

## Història
El Temple d'Àrtemis Leucofrienen es va edificar en el període hel·lenístic. Els erudits, però, no se'n posen d'acord sobre la data exacta, i la fan oscil·lar entre el 221 i el 130 abans de la nostra era. Va substituir un predecessor anterior de l'època arcaica, situat a principis del període clàssic durant el mandat de Temístocles. Segons Vitruvi, l'arquitecte del temple hel·lenístic fou Hermògenes de Priene. Fou elogiat per la seua bellesa i harmonia.
L'epítet Leucofrienen (‘celles blanques’) del Temple d'Àrtemis té l'origen en la ciutat anomenada Leucofris, que antany era a l'emplaçament de Magnèsia del Meandre. En la mitologia grega, el seu nom es relacionava amb la donzella Leucofrienen, que va trair la seua pàtria quan els colons grecs de Magnèsia hi van arribar per a colonitzar la zona. Es creu que fou enterrada en el temple.
El culte del temple es vinculava a les festes de Leucofrienes dedicades a Àrtemis a la ciutat.

## Descripció
Era a la plana a l'est de l'àgora i les ruïnes se'n troben a prop de l'actual autopista. Era un temple d'estil jònic i pseudodípter. Era damunt un alt podi de nou nivells, d'uns 41 m × 67,5 m. La perístasi tenia 15 columnes als costats llargs i 8 columnes als curts.

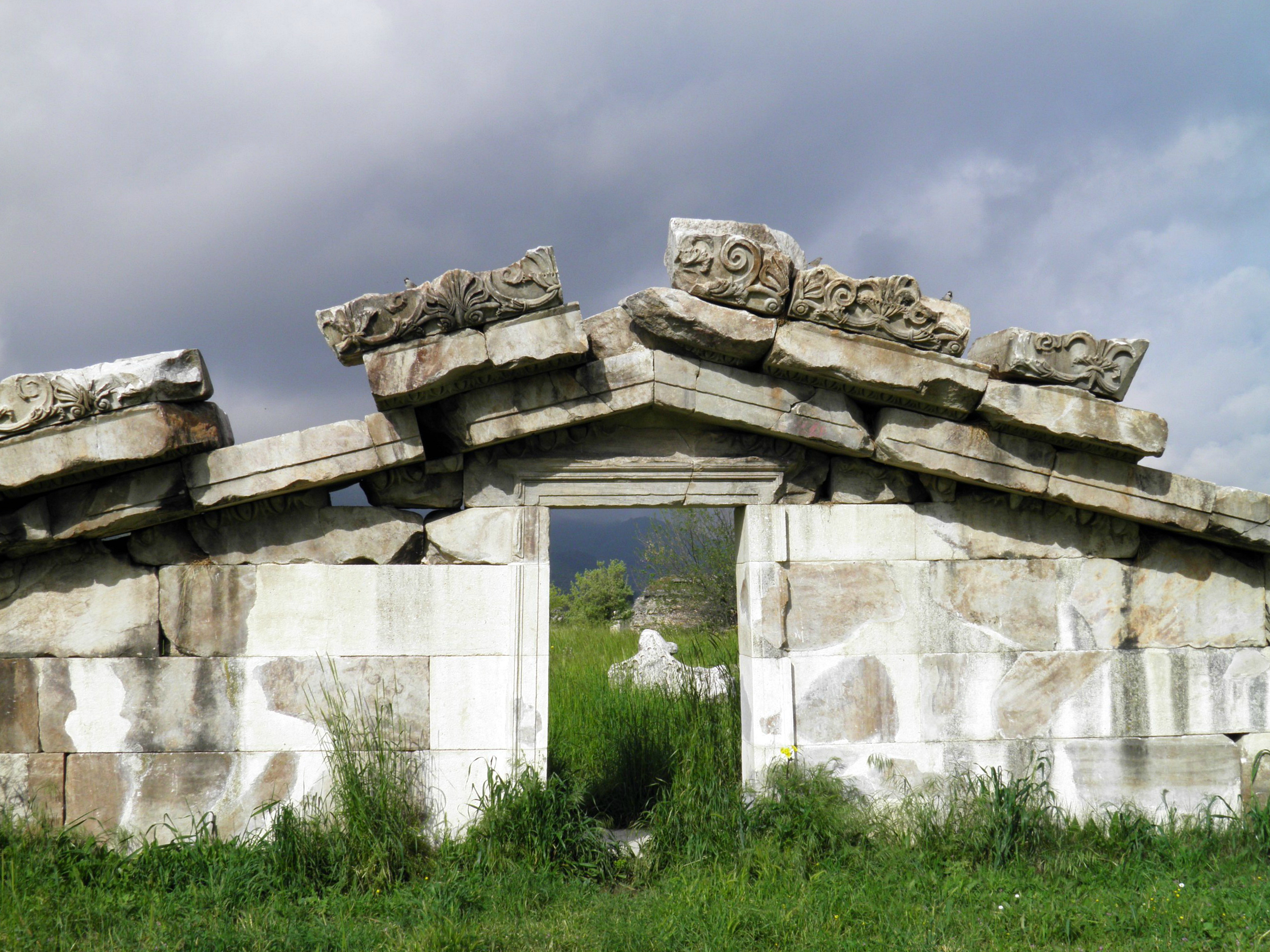
Frontó del temple

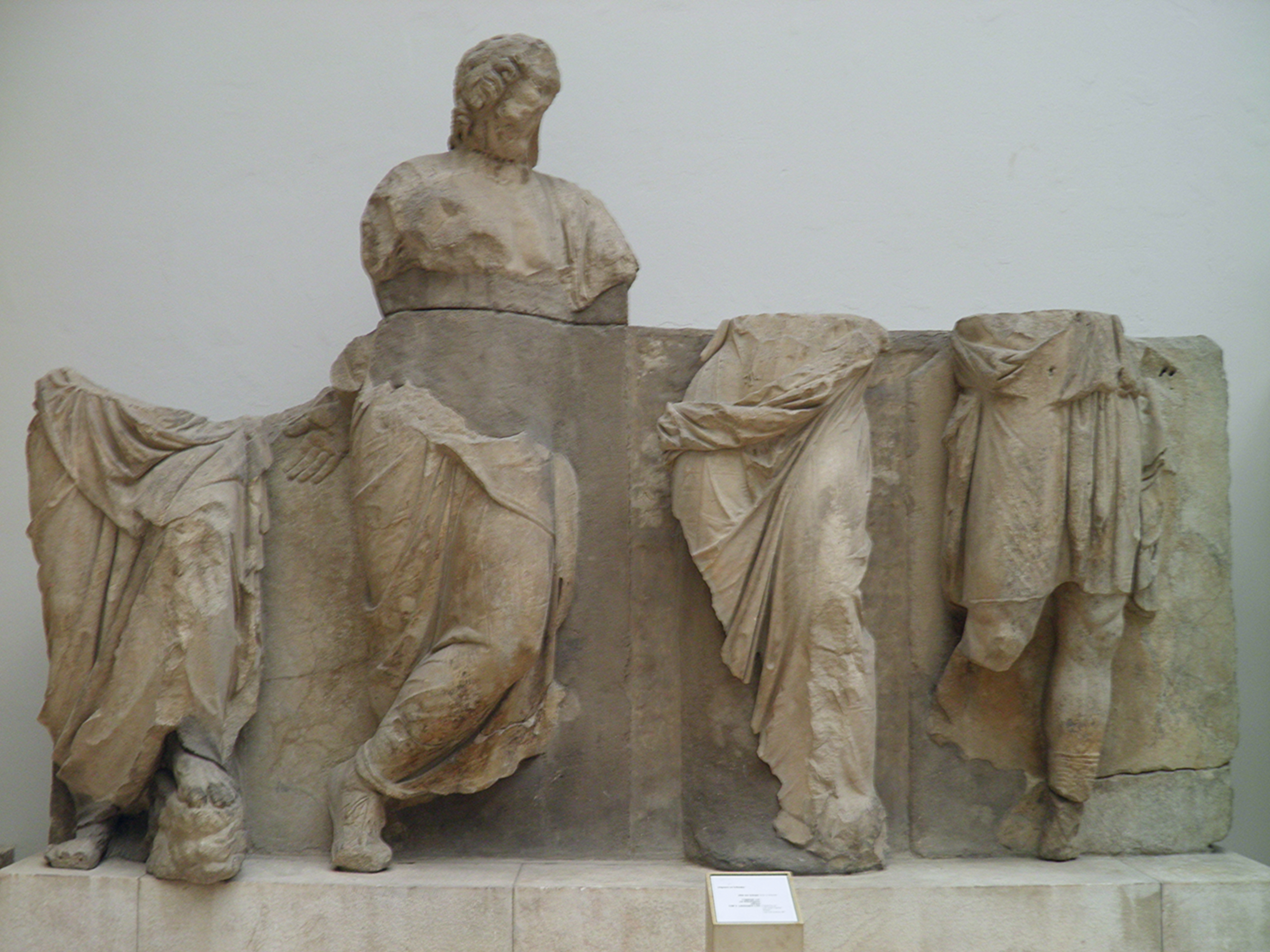
Fragment d'un relleu de l'altar del temple. Museu de Pèrgam (Berlín)

A dins, n'hi havia els habituals pronaos, naos i opistòdom. El pronaos era excepcionalment fondo i de la mateixa grandària que el naos. L'opistòdom també era excepcionalment profund. L'interior del temple tenia un nombre inusualment alt de columnes: el pronaos tenia dues columnes al davant (dístilo in antis) i dues a dins. A l'interior del naos hi havia sis columnes, i dues al davant de l'opistòdom.
Es va construir amb orientació est-est/oest-sud-oest. Excepcionalment, l'entrada principal i l'altar eren a l'oest, com en el Temple d'Àrtemis d'Efes, entre altres. L'entrada principal, a la banda occidental, donava a la muntanya Tòrax. Estava envoltat per una àmplia àrea de tèmenos, que accentuava l'orientació del temple i es desviava de l'orientació del plànol quadriculat de la ciutat, en què els carrers principals anaven d'est a oest. En època romana, s'hi va construir un propileu (entrada monumental) que connectava la zona del santuari amb l'àgora, a l'oest.
Els 43 plafons del fris, que representaven amazonomàquies, ara són al Museu del Louvre de París i al Museu Arqueològic d'Istanbul. Els ornaments de l'acroteri del temple i els frisos del pronaos i de l'opistòdom ara són al Museu de Pèrgam de Berlín. El 2018 es van descobrir sis estàtues durant les excavacions del temple.
El temple anterior de l'època arcaica devia ser hexàstil i també d'estil jònic. Era fet de pedra calcària autòctona.